# 5.....Go
5.....Go (estilizado como 5.....GO) é o sexto álbum de estúdio japonês da banda de rock sul-coreana F.T. Island. Foi lançado em 13 de maio de 2015, através da Warner Music Japan. O álbum foi lançado para comemorar o quinto aniversário da banda no Japão e seu lançamento atingiu a posição de número três pela tabela Oricon Albums Chart.
A faixa-título de 5.....Go intitulada "Primavera", foi lançada como um single em 17 de abril de 2015 e é uma co-produção  com o cantor Takahiro Moriuchi, vocalista da banda japonesa One Ok Rock.

## Lista de faixas
| 5.....Go – Edição padrão |                          |                             |                                       |         |  |
| N.º                      | Título                   | Letras                      | Música                                | Duração |  |
| 1.                       | "To The Light"           | Lee Jae-Jin, Lee Hong-Ki    | Lee Jae-Jin, Heaven Light             | 03:41   |  |
| 2.                       | "Primavera"              | Lee Hong-Ki                 | F.T.Island, Takahiro "Taka" Moriuchi  | 04:40   |  |
| 3.                       | "Orange Days"            | Mothball                    | Mothball                              | 03:42   |  |
| 4.                       | "Yes or No"              | Song Seung-Hyun, Kenn Kato  | Choi Jong-Hoon, Park Woo              | 03:50   |  |
| 5.                       | "Tornado"                | Lee Jae-Jin, Tomomi         | Lee Jae-Jin                           | 03:39   |  |
| 6.                       | "Crying in the Rain"     | Kenn Kato                   | corin.                                | 05:08   |  |
| 7.                       | "Moonlight"              | H.U.B                       | Hiroyuki Fujino                       | 04:41   |  |
| 8.                       | "Daydreamer"             | Lee Hong-Ki, Kenn Kato      | Choi Jong-Hoon, Park Woo              | 04:07   |  |
| 9.                       | "Hourglass"              | Mothball                    | Mothball                              | 04:02   |  |
| 10.                      | "My Birthday"            | Lee Hong-Ki                 | Lee Hong-Ki, Takahiro "Taka" Moriuchi | 04:48   |  |
| 11.                      | "Fish" (versão acústica) | Choi Jong-Hoon, Lee Jae-Jin | Choi Jong-Hoon, Heaven Light          | 04:22   |  |
| Duração total:           | Duração total:           | Duração total:              | Duração total:                        | 46:17   |  |

| 5.....Go – Conteúdo bônus da edição CD+DVD versão A |                                                                 |         |  |
| N.º                                                 | Título                                                          | Duração |  |
| 1.                                                  | "Primavera" (Vídeo musical)                                     |         |  |
| 2.                                                  | "Primavera" (No estúdio)                                        |         |  |
| 3.                                                  | "Primavera" (Bastidores da gravação do MV e da sessão de fotos) |         |  |

| 5.....Go – Conteúdo bônus da edição CD+DVD versão B |                                               |         |  |
| N.º                                                 | Título                                        | Duração |  |
| 1.                                                  | "Backstage footage" (Summer Sonic 2014[前編]) |         |  |
| 2.                                                  | "Opening" (Summer Sonic 2014[前編])           |         |  |
| 3.                                                  | "Be Free" (Summer Sonic 2014[前編])           |         |  |
| 4.                                                  | "Top Secret" (Summer Sonic 2014[前編])        |         |  |
| 5.                                                  | "Beautiful" (Summer Sonic 2014[前編])         |         |  |
| 6.                                                  | "Making of 'Fish acoustic version'"           |         |  |

## Desempenho nas paradas musicais

### Posições semanais
| Parada musical (2015)                    | Melhor posição |
| ---------------------------------------- | -------------- |
| Japão (Billboard Japan Top Albums Sales) | 3              |
| Japão (Oricon Albums Chart)              | 3              |